# ストックホルム音楽大学の人物一覧
ストックホルム音楽大学の人物一覧は、ストックホルム音楽大学に関係する人物の一覧記事。

## 著名な教職員

### 器楽奏者
- グンナル・デ・フルメリー
- シャールス・バルケル
- フランツ・アドルフ・ベルワルド

### 作曲家
- オット・オルソン
- エルランド・フォン・コック
- ヘルマン・ベーレンス

### その他
- ヨルマ・パヌラ

## 卒業生

### 器楽演奏家
- トール・アウリン
- アドルフ・ヴィークルンド
- フレドリク・ウレーン
- レイフ・カイサ
- 竹原美歌
- グンナル・デ・フルメリー
- シャールス・バルケル
- 井尻愛紗

### 作曲家
- オット・オルソン
- エルランド・フォン・コック
- ユングヴェ・シェルド
- ヴィキング・ダール
- エリク・ノルドグレン

### その他
- シクステン・エッケルベリ
- ユージン・ツィガーン
- ヘルベルト・ブロムシュテット